# Heinz Tännler
Heinz Tännler (* 10. Mai 1960 in Zug; heimatberechtigt in Innertkirchen) ist ein Schweizer Jurist, Politiker (SVP) und ehemaliger Sportfunktionär. Er ist seit 2007 Regierungsrat des Kantons Zug, von 2007 bis 2016 stand er der Baudirektion vor, seitdem der Finanzdirektion.

## Rechtsanwalt
Tännler absolvierte 1981 die Matura Typus E. Er studierte Rechtswissenschaft an der Universität Zürich und schloss 1989 mit dem Lizenziat ab. 1991 erlangte er das Anwalts- und Notariatspatent des Kantons Zug. Von 1991 bis 2003 war er als Rechtsanwalt mit Schwerpunkt Unternehmensrecht und Notar in Zug tätig.

## Sportfunktionär
Tännler war Einzelrichter des Schweizerischen Eishockeyverbandes. 2004 wechselte er zum Weltfussballverband FIFA in Zürich. Dort war er bis 2007 Direktor der Rechtsabteilung und als Sekretär der FIFA-Disziplinarkommission für das Strafverfahren infolge der Geschehnisse des WM-Qualifikationsspiels zwischen den Fussballnationalmannschaften der Türkei und der Schweiz vom 16. November 2005 in Istanbul zuständig. Nach dem Spiel war es zu Tätlichkeiten zwischen Spielern der beiden Mannschaften gekommen. Die FIFA verkündete ihre Entscheidung am 7. Dezember 2006.
Ausserdem war Tännler Präsident des TC Zug und der Tennisvereinigung Zug.

## Politik
Heinz Tännler war von 1994 bis 2003 Mitglied des Zuger Kantonsrats. Am 27. September 2001 überlebte der damalige FDP-Kantonsrat das Leibacher-Attentat im Zuger Parlament. 2002 wechselte er zur SVP und kandidierte erfolglos für den Regierungsrat. Er scheiterte am damaligen Baudirektor Hans-Beat Uttinger.
Anfang 2007 zog er als Listenkandidat der SVP in den Regierungsrat ein. Als Mitglied der Strassenbaukommission und als Baudirektor der Nordzufahrt Zug/Baar setzte sich Tännler unter anderem für eine stärkere infrastrukturelle Anbindung des Kantons Zug an die Metropolregion Zürich ein. Im Frühjahr 2016 wechselte er von der Baudirektion zur Finanzdirektion.

## Privat
Tännler ist verheiratet und hat drei erwachsene Kinder. Er wohnt in Zug.